# Beskid (Pasmo Pewelskie)
Beskid (726 m) – szczyt na południowo-zachodnim końcu Pasma Pewelskego, które w regionalizacji fizycznogeograficznej Polski według Jerzego Kondrackiego zaliczane jest do Beskidu Makowskiego, w nowszej regionalizacji z 2018 roku do Pasm Pewelsko-Krzeszowskich. Na mapie Compassu Beskid jest podpisany jako Janikowa Grapa z wysokością 727 m, jednak według Geoportalu Janikowa Grapa (626 m) to sąsiedni szczyt będący najbardziej na północny zachód wysuniętym szczytem Pasma Pewelskiego.
Nazwa Beskid jest pochodzenia ludowego i często występuje w nazewnictwie Karpat, zwłaszcza polskich Karpat Zachodnich. Najczęściej oznacza grzbiet, wzniesienie lub górę, czasami las lub pole i łąki, ale zwykle na zboczu grzbietu lub góry. Nazwę Beskid odnoszącą się do pasm górskich (np. Beskid Makowski, Beskid Wyspowy) utworzyli geografowie.
Zachodnie stoki Beskidu opadają do doliny potoku Mutnik, północne do doliny potoku Koszarzyczne, w południowo-wschodnie wcina się dolinka Potoku Chałupniczego, w kierunku północno-wschodnim ciągnie się grzbiet łączący Beskid ze szczytem Madeje. Beskid jest niemal całkowicie porośnięty lasem, jedynie jego zachodnie podnóża pokrywają pola uprawne wsi Mutne. Na szczycie Beskidu graniczą z sobą trzy miejscowości: Mutne, Pewel Ślemieńska i Pewel Wielka (wszystkie w województwie śląskim, w powiecie żywieckim).

## Szlak turystyczny
Jeleśnia – Janikowa Grapa – Beskid – Madeje – Garlejów Groń – Gracówka – Zawaliska – Bigosy – Bąków – Ubocz – Gachowizna. Czas przejścia: 2:30 h, ↓ 2:10 h.
 szlak rowerowy z Jeleśni